# Sufczyn (stacja kolejowa)
Sufczyn – kolejowa stacja towarowa w Gadce, w gminie Kołbiel, w powiecie otwockim, w województwie mazowieckim. Została oddana do użytku w 1897 roku przez PrŻD.